# Goczada
Goczada (ros. Гочада) – wieś w Rosji, w Dagestanie, w rejonie czarodyńskim. W 2010 liczyła 150 mieszkańców, głównie Awarów.